# Gérome Pouvreau
Gérome Pouvreau (26 ottobre 1983) è un arrampicatore francese.
Pratica l'arrampicata in falesia, il bouldering e ha gareggiato nelle competizioni di difficoltà e boulder.

## Biografia
Nel 1998 ha iniziato a partecipare alla Coppa Europa giovanile e ai Campionati del mondo giovanili. Dal 2000 ha gareggiato nelle categorie senior prima con la specialità lead, nella quale ha vinto il Campionato del mondo di arrampicata 2001 a Winterthur e successivamente anche alla disciplina boulder, nella quale ha vinto la medaglia di bronzo al Campionato del mondo di arrampicata 2005 a Monaco di Baviera.

## Palmarès

### Coppa del mondo
|         | 2000 | 2001 | 2002 | 2003 | 2004 | 2005 | 2006 | 2007 | 2008 | 2009 |
| ------- | ---- | ---- | ---- | ---- | ---- | ---- | ---- | ---- | ---- | ---- |
| Lead    | 18   | 2    | 3    | 7    | 6    | 37   |      |      |      |      |
| Boulder |      |      |      |      | 23   | 9    | 3    | 18   | 6    | 32   |

### Campionato del mondo
|         | 2001 | 2003 | 2005 | 2007 | 2009 |
| ------- | ---- | ---- | ---- | ---- | ---- |
| Lead    | 1    | 9    |      |      |      |
| Boulder |      |      | 3    | 37   | 12   |
| Speed   |      |      |      | 29   |      |

## Falesia

### Lavorato
- 9a+/5.15a:
  - La Madone - Lubéron (FRA) - 16 giugno 2011 - Prima salita[3]
  - Aubade direct - Sainte-Victoire (FRA) - 25 settembre 2010 - Prima salita[4]
- 9a/5.14d:
  - Moksha - Pic Saint Loup (FRA) - 7 ottobre 2012 - Prima salita[5]
  - Trip Tik Tonik - Gorges du Loup (FRA) - luglio 2011 - Prima salita dell'8c+ reso naturale[6]
  - Le complexe du playboy - Lubéron (FRA) - aprile 2011 - Prima salita[7]
  - La guerre des nerfs - La Verrière (FRA) - aprile 2010 - Seconda salita della via di Pierre Soulé del 2009[8]
  - PuntX - Gorges du Loup (FRA) - settembre 2009 - Settima salita[9]
  - Sachidananda - Orgon (FRA) - maggio 2009 - Prima salita[10]

## Vie lunghe
- Ali Baba - Paroi Derobée (FRA) - agosto 2012 - Prima salita a vista, accompagnato da Florence Pinet che realizza la seconda femminile.[11]